# SC Wacker Wien

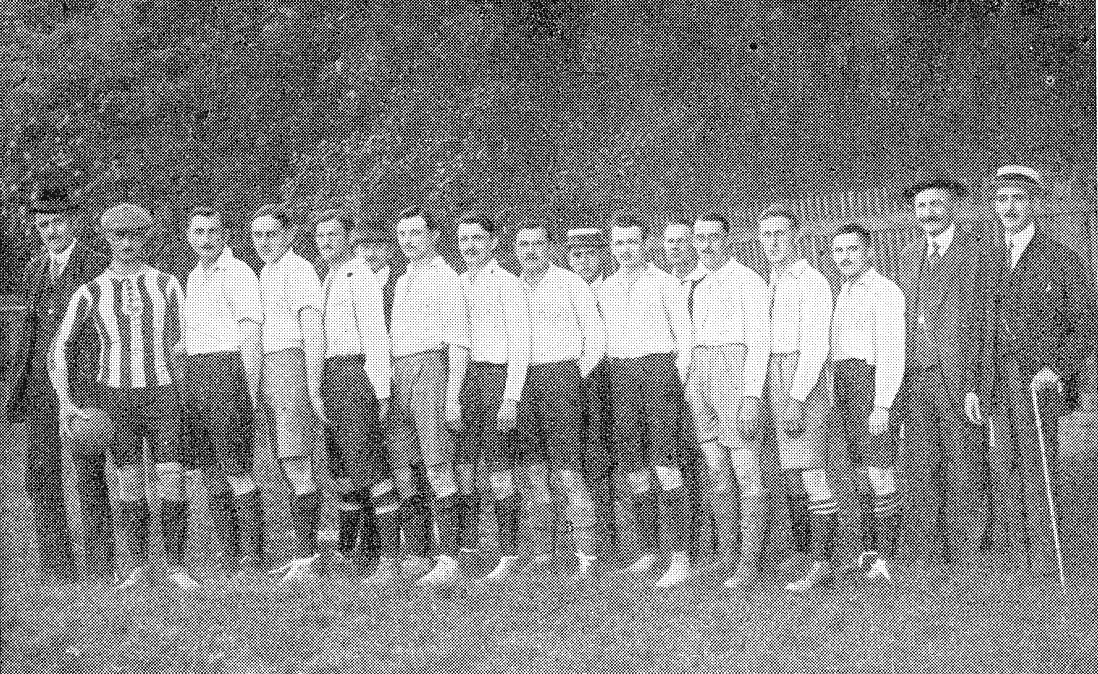
Team van 1909

SC Wacker Wien was een Oostenrijkse voetbalclub uit het Weense stadsdeel Meidling.

## Geschiedenis

### Ontstaan
Het ontstaan van Wacker gaat terug naar Max Freund, een scholier bezeten door voetbal en aangesloten bij Wiener AC, de verplaatsingen naar het Prater werden te duur voor Max en samen met zijn kameraad Oskar Wittek zocht hij nog andere scholieren om te voetballen langs het slachthuis in Meidling. In 1906 werd dan een eigen club opgericht, Wacker Wien. Er speelden geen volwassenen bij de ploeg, in de Aichholzgasse 33 vond het nieuwe team een clubhuis en een bereidwillige moeder maakte de tenues om in te spelen.
In 1907 werd Rudolf Krones de eerste volwassene van Wacker en maakte de club officieel. De club kreeg ook een eigen terrein in de Gastwirten Nitsch dat door de clubleden klaargemaakt moest worden voor de debuutwedstrijd tegen ASV Hertha Wien, Wacker verloor met 1-3. Datzelfde jaar nog sloot Wacker zich bij de Oostenrijkse voetbalbond aan. Wacker startte in de 3de en laagste klasse (competitie begon pas officieel in 1911) en Wacker werd ongeslagen kampioen, de meeste andere clubs in de reeks bestaan niet meer. In de reeks 2A kwamen al wat betere teams aan de aftrap, Blue Star, Red Star, SC Donaustadt, Nußdorfer AC, Ober St. Veit en Hernalser Sportfreunden. In 1911 begon dan de officiële competitie en Wacker werd meteen kampioen in de 2de klasse. Franz Twaroch was de eerste publiekslieveling van de club, hij was de eerste Oostenrijkse international die uit de 2de klasse gerekruteerd werd.

### 1912-1938 middenmoter in de competitie
Om naar de hoogste klasse te promoveren moest de club nog een barragewedstrijd spelen tegen SpC Rudolfshügel en verloor deze met duidelijk 0-6 cijfers. Het volgende seizoen stond Wacker opnieuw bovenaan de rangschikking en verloor nu nipt van Hertha Wien met 0-2, 2-2. In 1914 werd voor de 3de opeenvolgende maal de titel behaald met een indrukwekkend doelsaldo (102-15). Dit keer promoveerde Wacker wel en werd eindelijk een eersteklasser. De Eerste Wereldoorlog wierp echter een schaduw over de club, bijna het hele elftal werd als soldaat opgeroepen en ongeveer de helft keerde niet meer terug. Wacker speelde ook geen grote rol tijdens de oorlog en eindigde in de middenmoot.
Door de sterk groeiende populariteit van de club had de club een groter stadion nodig. Op 8 oktober 1921 werd het Stadion an der Rosasgasse dat plaats bood aan 20 000 toeschouwers in gebruik genomen. Twee jaar later versloeg Wacker stadsgenoot Rapid Wien met 4-2 in de halve finale van de beker en bereikte zo voor de eerste keer de finale, daarin was Wiener Sport-Club echter te sterk. In de competitie eindigde de club meestal in de middenmoot, seizoenshoogtepunten waren enkele wedstrijden waarin grote clubs een hak gezet werd. De spelers van de club kwamen bijna allemaal uit Meidling en waren hun hele carrière lang trouw aan de club. Zo bleef Karl Zischek bij de club, hij maakte furore in het nationaal elftal maar transfereerde niet naar een grotere club.

### 1938-1947 opmars, WOII en titel
Eind jaren 30 werd de club pas een topclub. Intussen speelde Wacker in de Ostmärkischen Gauliga een onderdeel van de Duitse Gauliga. In 1939 maakte de club kans op de titel en in de finale om de titel verloor Wacker voor 38000 toeschouwers in het Praterstadion met 2-4 van Admira Wien, het was de eerste vicetitel voor Wacker. Ook de volgende 2 seizoenen werd die plaats bereikt. In de DFB Pokal (Duitse beker) haalde de club in 1940 de halve finale en speelde tegen SV Waldhof Mannheim, in Mannheim werd het 2-2 en in Wenen 1-1, de beslissende wedstrijd in München eindigde ook gelijk (0-0) en dan moest het lot beslissen en dat was in het voordeel van SVW Mannheim, Wacker werd ongeslagen uit de beker geknikkerd.
Maar de Tweede Wereldoorlog eiste ook zijn tol, een aantal spelers sneuvelde en het stadion werd door bomaanvallen verwoest. In 1944 kwam de club dan dicht bij degradatie en moest een barrage spelen tegen SG Reichsbahn Wien die net met 2-1 gewonnen werd. In het voorjaar van 1945 werd het voetbal gestaakt. Een week voor Duitsland capituleerde op 1 mei 1945 werd er weer gevoetbald. In het eerste naoorlogse seizoen werd Wacker 3de. Een jaar later kwam het hoogtepunt in de clubgeschiedenis. Bijna de hele competitie stond de club op één en in de beslissende wedstrijd tegen Helfort op 14 juni gaf de club een demonstratie en won met 8-1. Voor het eerst werd de titel behaald en die smaakte 2 weken later nog zoeter toen in de bekerfinale van Austria werd gewonnen met 4-3 in een sensatiewedstrijd. Wacker kwam 1-0 voor na een goal van topschutter Reitermaier, Austria maakte gelijk maar Wacker scoorde ook opnieuw, 2-1. Dolphi Huber van Austria zette het Praterstadion met 35000 toeschouwers in brand met 2 goals kort na elkaar. In de laatste minuten voor het einde scoorde Wacker echter nog 2 keer en haalde zo de dubbel binnen.

### Subtop en Europees voetbal
Het volgende seizoen werd Wacker voor de 4de keer vicekampioen, dit keer achter Rapid met slechts 1 punt achterstand. Dit herhaalde zich in 1951, Wacker scoorde toen 100 keer in 24 wedstrijden. Hierdoor mocht Wacker meedoen aan de Centropacup (Mitropacup die dat seizoen Centropacup heette). In de halve finale werd de Joegoslavische bekerwinnaar Dinamo Zagreb met 4-1 verslagen. Op 5 juni 1951 trof Wacker Rapid Wien en kwam 2 keer op voorsprong en verloor uiteindelijk toch nog met 2-3. Dit was het Europese hoogtepunt voor de club. In de competitie werd Wacker in 1953 voor de 6de maal vicekampioen, dit keer achter Austria met 101 doelpunten uit 26 wedstrijden.
De strijd om de titel was uiterst spannend, op 7 juni bekampten Austria en Wacker elkaar in het Praterstadion voor 45000 toeschouwers, een overwinning zou de titel schenken aan Wacker maar het werd een gelijkspel. In de laatste competitiewedstrijd gaf Wacker Sturm Graz een rammeling op eigen veld (2-7), maar ook de tegenstander van Austria, Grazer SC kreeg een veeg uit de pan (12-3). Drie jaar later deed Wacker voor de laatste maal mee voor de titel en stond 28 speeldagen lang aan de leiding. Op de laatste speeldag was Austria de tegenstander en Rapid de andere titelkandidaat. Wacker kwam aan de leiding maar verloor uiteindelijk met 3-1 en Rapid pakte de titel. Wacker werd voor de 7de keer vicekampioen.

### 1956-1971
Na het missen van de titel in 1956 geraakte de club in financiële problemen. In 1959 weigerden enkele spelers een wedstrijd tegen Grazer AK te spelen omdat de club een beloofde premier van 100 Schilling voor een trainingswedstrijd niet kon uitbetalen. De stakers werden bestraft maar de sportieve resultaten van de club gingen ook in een neerwaartse spiraal. In 1961 degradeerde de club en werd een liftploeg en degradeerde om de 2 jaar uit de hoogste klasse tot 1967 en promoveerde weer naar de hoogste klasse tot 1968.
Dit heen en weer tussen eerste en tweede is uniek in de Oostenrijkse voetbalgeschiedenis. In 1969 en 1970 kon de degradatie met succes vermeden worden maar in 1971 stond Wacker voor de 5de keer in 10 jaar op een degradatieplaats. Boven op de sportieve en financiële problemen kwamen er ook nog eens problemen met het stadion. Hierop besliste de club te fuseren met Admira Energie uit Maria Enzersdorf en werd zo FC Admira/Wacker. De laatste wedstrijd van Wacker Wien vond plaats op 19 juni 1971 tegen Wacker Innsbruck (2-4). Ernst Dokupil heeft de eer om de laatste doelpuntenmaker voor de club te zijn.

## Erelijst
- Landskampioen
  - 1947
- ÖFB Pokal
  - Winnaar: 1947
  - Finalist: 1923

## Wacker in Europa
- Q = voorronde
- 1/2 = halve finale
- TR = troosting (derde/vierde plaats)

| Seizoen | Competitie   | Ronde | Land                           | Club               | Score         |
| ------- | ------------ | ----- | ------------------------------ | ------------------ | ------------- |
| 1951    | Centropa Cup | 1/2   | Vlag van Joegoslavië           | Dinamo Zagreb      | 4-1           |
|         |              | F     | Vlag van Oostenrijk            | Rapid Wien         | 0-2           |
| 1955    | Mitropacup   | Q     | Vlag van Hongarije (1949-1956) | Vörös Lobogo       | 3-3, 2-2, 5-1 |
| 1956    | Mitropacup   | 1/4   | Vlag van Joegoslavië           | Partizan Belgrado  | 1-1, 1-1, 0-4 |
| 1967    | Mitropacup   | 1/8   | Vlag van Hongarije             | Tatabányai Bányász | 0-1, 1-2      |

## Internationals
Onderstaande Wacker-spelers speelden ooit een interland voor Oostenrijk.
| - Theodor Brinek sen. - Theodor Brinek jun. - Richard Brousek - Carl Cart - Ferdinand Feigl - Otto Fischer - Ernst Foreth - Wilhelm Hahnemann | - Gerhard Hanappi - Franz Hanreiter - Walter Haummer - Rainer Hinesser - Walter Horak - Johann Horvath - Franz Jellinek - Adalbert Kaubek | - Walter Kollmann - Johann Kowanda - Paul Kozlicek - Ernst Kozlicek - Josef Pekarek - Franz Pelikan - Karl Rappan - Leopold Resch | - Franz Twaroch - Theodor Wagner - Johann Walzhofer - Josef Wana - Karl Zischek - Friedrich Zwazl |